# Andreas Haug (Designer)
Andreas Haug (* 25. April 1946 in Heidenheim) ist ein deutscher Designer und Mitbegründer von Phoenix Design.

## Leben
Haug studierte nach einer kaufmännisch-technischen Lehre von 1968 bis 1972 an der Staatlichen Akademie der Bildenden Künste Stuttgart Produkt- und Industriedesign. Zu Beginn seiner Karriere war er Partner von Hartmut Esslinger bei frog design. Im Jahr 1987 gründete er zusammen mit Tom Schönherr Phoenix Design in Stuttgart. Der Werdegang von Andreas Haug ist aufs Engste mit dem Aufstieg des modernen deutschen Designs verknüpft. Er hat Lehraufträge an der Technischen Universität Wien (Österreich), an der Universidad de Bogotá (Kolumbien) und an Fachhochschulen.

## Auszeichnungen
Unter anderem wurde Andreas Haug zusammen mit Tom Schönherr im Jahr 1998 Europas höchstdotierter Designerpreis, der Lucky Strike Designer Award, verliehen. Zudem erhielt er weitere Auszeichnungen wie den Good Design Award und AIT Innovationspreis architecture + health. 2012 folgte für Andras Haug gemeinsam mit Tom Schönherr die Verleihung des German Design Awards 2012 in der Kategorie "Persönlichkeit" für ihr Gesamtwerk. Des Weiteren war Andreas Haug Juror des iF product design award 2013.